# Васил Чертовенски
Васил Чертовенски е псевдоним на Васил Илиев Сочев, писател-хуморист и журналист.

## Биография
Роден е в Лясковец на 14 януари 1910 г. Завършва гимназия в Габрово.
Анархист, противник на левосектантството.
Взема участие във войната срещу Третия Райх като журналист-доброволец от редакцията на вестник „Народна войска“. Работи в редакциите на „Народна войска“ (1946), „Отечествен фронт“ (1948), „Работническо дело“ (1950) и „Стършел“ (1950).
За пръв път печата във вестник „Стършел“ през 1949 г. Сътрудничи с хумористични разкази и фейлетони на списанията „Български воин“, „България“, „Дружинка“, на вестниците „Септемврийче“, „Литературен фронт“, „Дунавска трибуна“, „Борба“ (Велико Търново), „Пиринско дело“ (Благоевград), „Пламъче“ и др.
Умира на 21 юли 1979 г.

## Книги
- Както на Шипка – 1957 г., Държавно военно издателство
- Гуляй на открито – 1958 г., Библ. „Стършел“ № 23, Профиздат
- На батя душицата! – 1960 г., библ. „Стършел“ № 46, Профиздат
- Душата на майстора – 1962 г., Държавно издателство, Варна
- Весели измислици – 1963 г., Библ. „Стършел“ № 85, Профиздат
- Ха наздраве! – 1966 г., Библ „Стършел“ № 121, изд. „Стършел“
- Мъжки момчета – 1974 г., изд. „Народна младеж“